# Universidade de Nairóbi
A Universidade de Nairóbi (UoNbi ou UoN) é uma universidade pública do Quénia, sediada em Nairóbi. É a maior, mais antiga e mais prestigiosa instituição de ensino superior do país.

## História
A ideia de uma instituição de ensino superior no Quênia remonta a 1947, quando o governo colonial queniano elaborou um plano para o estabelecimento de um instituto técnico e comercial em Nairóbi. Em 1949, esse plano havia se transformado em um conceito voltado para o fornecimento de ensino técnico-superior para o Quênia. Em setembro de 1951, uma Carta Real foi emitida autorizando a fundação do Real Colégio Técnico-Superior (Royal Technical College) em Nairóbi, e a pedra fundamental do colégio foi lançada em abril de 1952.
Durante o mesmo período, a comunidade asiática também estava planejando construir uma faculdade de artes, ciências e comércio como um memorial a Mahatma Gandhi. Para evitar a duplicação de esforços, a Sociedade Acadêmica Memorial Gandhi fez uma parceria com o governo colonial. Assim, a Academia Memorial Gandhi foi incorporada ao Real Colégio Técnico-Superior em abril de 1954, e a instituição começou a abrir suas portas para a primeira admissão de alunos em abril de 1956.
Logo após a chegada dos estudantes à instituição, o padrão de ensino superior no Quênia foi examinado por um grupo de trabalho formado em 1958, presidido pelo vice-chanceler da Universidade de Londres, John Lockwood. O relatório final deu acreditação ao Real Colégio Técnico-Superior e permitiu que, em 25 de junho de 1961, se tornasse a segunda instituição universitária pública na África Oriental, sob o nome de "Real Colégio Superior de Nairóbi".
O Real Colégio Superior de Nairóbi foi renomeado como "Colégio Universitário de Nairóbi" em 20 de maio de 1964, passando a ser uma instituição constituinte da Universidade da África Oriental. Com a obtenção do estatuto de "Colégio Universitário", a instituição preparou os alunos para os graus de bacharel concedidos pela Universidade da África Oriental, ao mesmo tempo em que continuou a oferecer programas de diploma universitário.
O Colégio Universitário de Nairóbi forneceu oportunidades educacionais nessa capacidade até 1966, quando começou a preparar os alunos exclusivamente para os graus acadêmicos da Universidade da África Oriental, com exceção do Departamento de Ciências Domésticas. Em um relatório de 1969 o Colégio Universitário de Nairóbi da Universidade da África Oriental foi considerado um centro de excelência no ensino de engenharias e de negócios.
Com efeito a partir de 1 de julho de 1970, a Universidade da África Oriental foi dissolvida e os três países africanos que a mantinham — Quênia, Uganda e Tanzânia — criaram cada um suas próprias universidades nacionais. A Universidade de Nairóbi, criada por um Ato do Parlamento queniano, tornou-se assim, pela primeira vez, uma universidade plenamente independente, assim como a Universidade Makerere (Uganda) e a Universidade de Dar es Salaam (Tanzânia).
Especialmente durante as décadas de 1970 e 1980, o Campus Principal da Universidade de Nairóbi registrou grandes greves estudantis. Em parte, as greves protestavam contra as restrições ao ensino superior impostas pelo governo de Jomo Kenyatta, de 1964 a 1978, período em que a universidade manteve o sistema colonial de ensino superior, incluíndo restrição ao acesso, a materiais e a infraestruturas, além de cobranças ilegais. As greves acabaram por forçar a presidência de Daniel Toroitich arap Moi a introduzir reformas no acesso ao ensino superior que permitiram sua expansão, uma política mantida por Mwai Kibaki. Porém, a Universidade de Nairóbi chegou a ser fechada por mais de um ano, alegadamente por causa da tentativa de golpe de agosto de 1982. Outro resultado direto das greves estudantis foi a criação da Universidade Moi, em 1984, bem como de todas as demais universidades públicas nacionais.
A agitação do movimento estudantil da universidade teve um ápice em 2016, quando, após eleições para representação acadêmica — em que houve alegações de interferência e fraude —, irrompeu a uma grande greve estudantil que causou destruição do patrimônio da universidade, seguida de uma vilenta repressão contra os estudantes ordenada pelo presidente Uhuru Kenyatta.
Como resultado da greve, foi levado a cabo uma política retaliatória governamental de corte de financiamento público da universidade e de programas de austeridade contra a educação pública. Essas questões geraram outros protestos e greves estudantis entre 2022 e 2024.